# 戴廷詔
戴廷詔（16世紀—17世紀），字道偕，号赞媺，福建泉州府晋江县人，明朝政治人物。

## 生平
四月初六日生，治易经。萬曆十三年（1585年）乙酉科福建鄉試第四十名舉人，二十三年（1595年）乙未科會試第二百七十名，廷試二甲第五十四名进士，禮部觀政，丁内艰，二十六年授兵部武选司主事，兼理黄册。历仕至四川参政，四十年六月升江西按察使，四十三年六月升江西右布政使。著有《诗山草》《家训宝鉴》《历代帝王纪》《历代名宦录》等。

## 家族
曾祖戴啓。祖戴玄。父戴晏，庠生。母黄氏。慈侍下。娶鄭氏。子曾教、竇教、范教。